# Julián Azaad
Julián Azaad (Cerrito, Entre Ríos, 26 de diciembre de 1990) es un jugador argentino de voleibol de playa.

## Trayectoria
Formado como voleibolista en el club Unión Agrarios Cerrito, jugó al voleibol en su versión indoor y en su versión playa hasta 2012. Ese año debutó en el Volleyball World Beach Pro Tour jugando el Brasilia Open junto con Martín Conde. 
A partir de 2013 se convirtió en un jugador regular del circuito profesional. Inicialmente compitió en dupla con Ian Mehamed, con quien llegó a ganar una fecha del Circuito Sudamericano de Voleibol Playa en la localidad chilena de Viña del Mar en febrero de 2014. Poco después pasó a jugar con Santiago Aulisi y Pablo Bianchi, sumando un nuevo título sudamericano en Vargas, Venezuela, y en Coquimbo, Chile.
Entre 2017 y 2021 armó dupla con Nicolás Capogrosso, con quien ganó siete fechas del VWB Pro Tour y disputó el torneo masculino de voleibol playa de los Juegos Olímpicos de Tokio 2020, conquistando previamente la CSV Continental Cup en junio de 2021. También ganó la medalla de plata en los Juegos Suramericanos de Playa de 2019 y la medalla de bronce en los Juegos Panamericanos de 2019. 
En dupla con Maciel Bueno, ganó el torneo de Zúrich del Circuito Nacional Suizo en julio de 2023.
Azaad representó a su país en el Campeonato Mundial de Vóley Playa de 2015, 2017 y 2019.